# Gran Hotel Bolívar
El Gran Hotel Bolívar es un hotel de tres estrellas que está ubicado en el centro histórico de Lima, frente a la Plaza San Martín. Fue el primer edificio hotelero moderno de gran envergadura que se construyó en Lima con la finalidad de alojar a los invitados a las celebraciones del primer centenario de la batalla de Ayacucho en 1924.

## Cronología
El Hotel Bolívar fue parte de una serie de obras que con motivo de la conmemoración de la batalla de Ayacucho intentaban modernizar la ciudad. Su construcción fue iniciativa de los hermanos Augusto N. Wiese Eslava y Fernando Wiese Eslava, quienes encargaron la obra a la compañía norteamericana Fred T. Ley. El hotel se construyó sobre un terreno de 4.000 metros cuadrados de propiedad del Estado y su diseño se encomendó al arquitecto peruano Rafael Marquina y Bueno, siendo inaugurado el 6 de diciembre de 1924 por el Presidente de la República Augusto B. Leguía.
Esta obra, como todos los posteriores edificios que se construyeron alrededor de la Plaza San Martín, se hizo con estructura de concreto armado y mampostería de telar y malla metálica. La carpintería se hizo de fierro y madera, y tanto los acabados como los muebles fueron en parte diseñados por Rafael Marquina y en parte importados de Europa.
En 1938, Marquina recibió el encargo de ampliar el Gran Hotel Bolívar de tres a cinco pisos a fin de que tenga 150 habitaciones más. Dicha ampliación, aunque alteró la escala del edificio, se manejó de modo que no cambió el sentido del conjunto.
En 1961, Augusto N. Wiese vendió el hotel al empresario petrolero John Mecom por US$ 1.8 millones.
El Hotel Bolívar fue declarado monumento nacional por Resolución Suprema 2900, del 28 de diciembre de 1972.
En la planta baja funciona el restaurante El Bolivariano, y desde 1991 hasta 2024 operaba un local de la cadena de comida rápida Kentucky Fried Chicken.
En 2016, el Servicio de Administración Tributaria (SAT) anunció que el inmueble del Hotel Bolívar sería rematado en una subasta pública el 24 de enero de 2017 debido a una cuantiosa deuda que mantenían sus administradores. Según informó el SAT, la empresa Huron Equities, administradora del hotel, no ha logrado cancelar una deuda de S/ 500.000 en impuestos prediales, que arrastra desde el 2009.
El 16 de enero de 2017 el SAT dio a conocer que retiró al Gran Hotel Bolívar de la lista de inmuebles a ser rematados en la subasta publica a realizarse en enero. Esto debido a que la empresa de capitales españoles Arte Express, dedicada a la restauración y acondicionamiento de edificios patrimoniales, llegara a un acuerdo con los actuales propietarios del hotel para cancelar parte de la deuda contraída con el SAT y así hacerse de la administración del edificio además de tener la primera opción de compra del inmueble, liberándolo así de ser subastado.

## Arquitectura
El edificio del hotel Bolívar fue uno de los primeros edificios que se construyeron alrededor de la plaza San Martín y por lo tanto creó entorno y condicionó a las demás edificaciones a su expresión formal. 
El volumen del edificio, pues a su natural monumentalidad, adquiere una presencia propia dentro del gran conjunto de la plaza y de la trama urbana existente, adecuándose a la escala y proporciones del entorno.
Su composición simétrica, balance de sus frentes y la homogeneidad de su tratamiento son características académicas mientras que su expresión es barroca española. Forma parte del conjunto y escala de los edificios que posteriormente rodearán la Plaza San Martín los cuales tendrían un unitario lenguaje Neocolonial.